# DDoS
DDoS står for Distributed Denial of Service (distribueret servicenægtelse), og er betegnelsen for et angreb, der bevidst overbelaster en internetserver i en sådan grad at reelle forespørgsler til serveren ikke kan besvares i tide.
Til dette formål bruges et computerprogram som er spredt til adskillige andre maskiner på nettet, hvor de alle på én gang i én uendelighed forespørger den samme internetadresse. Da bedriften er et decideret angreb, kalder man det et DDoS-angreb.
DDoS bliver tit brugt mod fora, da disse er ideelle ofre, grundet mange brugere der nemt kan blive hacket.
Der er også DoS, der står for Denial of Service; disse angreb oprinder kun fra én anden maskine på nettet.